# Amarnské období

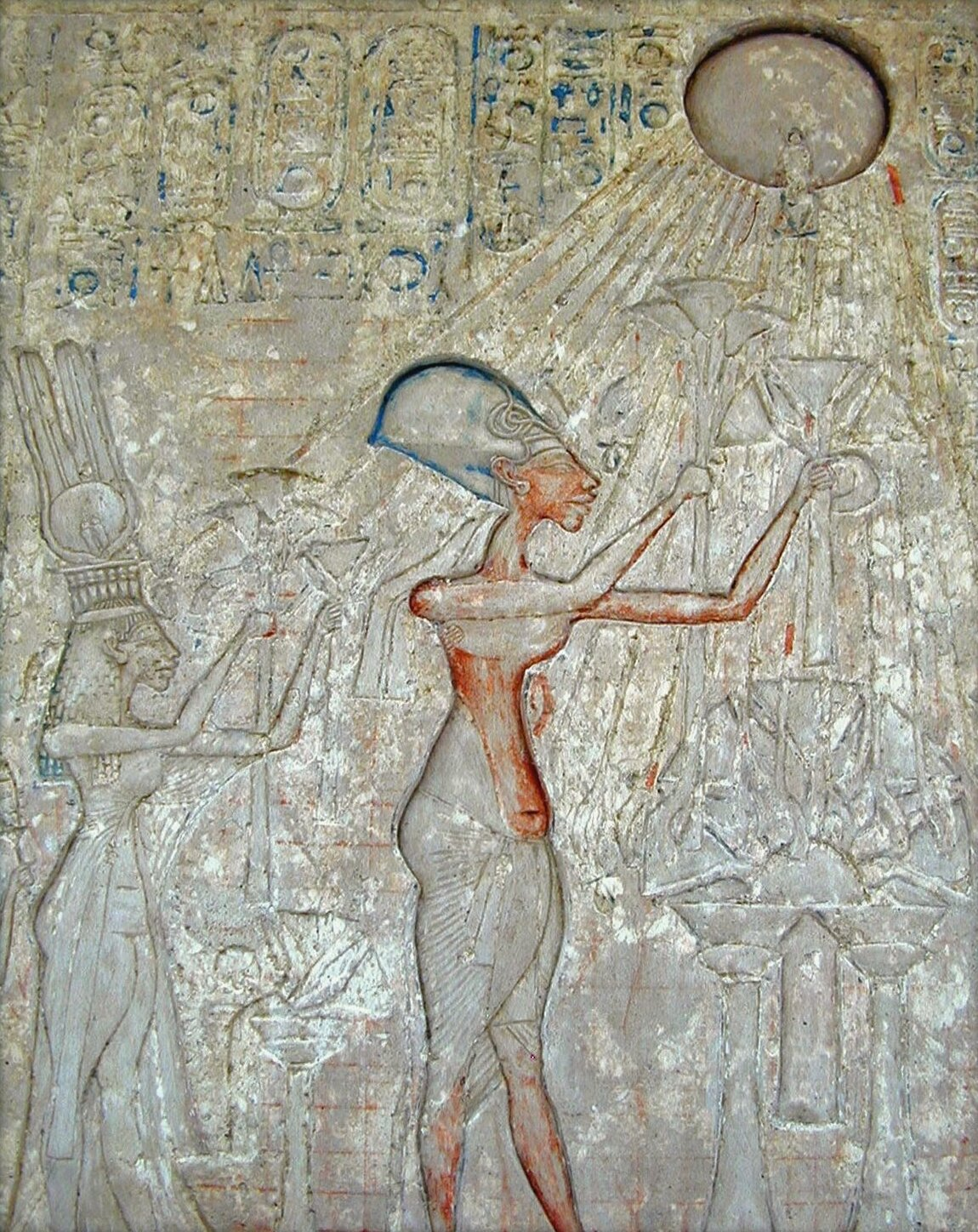
Achetatonská královská rodina uctívá boha Atona v podobě sluneční koule

Amarnské období je moderní označení užívané v egyptologii pro období vlády staroegyptského panovníka 18. dynastie Achnatona (známého také jako Amenhotep IV.) (asi 1359–1342 př. n. l. nebo 1351–1334 př. n. l.) a několika bezprostředně následujících let. Označení je odvozeno od současného názvu archeologické lokality el-Amarna, na níž stávalo Achnatovo nově vybudované hlavní město Achetaton, které bylo záhy po panovníkově smrti opět opuštěno. Někdy však bývá toto období též označované jako období achetatonské, achnatonské, monoteistické, kacířské, období reformy či dokonce revoluce.
V amarnském období došlo k hluboké reformě stávajícího egyptského náboženství, kterou Achnaton prosadil a která nakonec vyústila ve specifickou formu (spíše implicitního) monoteismu slunečního boha Atona. Reforma svými politickými a kulturními souvislostmi hluboce zasáhla veškeré stránky veřejného a do značné míry i soukromého života tehdejších Egypťanů.
Motivace Achnatonova postupně narůstajícího odporu vůči tradičnímu náboženství není zcela jasná; dříve prosazovaná domněnka o jeho politickém pozadí, kdy královým cílem mělo být především omezení moci kněží boha Amona, je v současné době pokládána za příliš jednostrannou. Podobně je dnes pokládán za překonaný rozšířený názor dřívějších badatelů, že události amarnské doby jsou v rozporu s celou tehdejší egyptskou kulturní a náboženskou tradicí; dnes se naopak obvykle usuzuje, že byly logickým pokračováním a radikálním, ač snad „nezdařeným“ rozvinutím dosavadního diskursu.
Přestože Achnatonovi nástupci toto náboženské a politické směřování zavrhli a provedli restauraci předamarnských poměrů v Egyptě, důsledky reformy „zanechaly hluboké jizvy v kolektivním povědomí jeho obyvatel“ a vedly k zásadní trvalé proměně jejich světového názoru.

## Rozdíly od původního náboženství

Aton

Základním rozdílem je již zmiňovaný monoteismus. Dále na rozdíl od starého náboženství se Achnaton coby faraon neprohlásil za Atonovo vtělení na zemi či za syna boha, ale pouze za jeho služebníka.
Dalším výrazným rozdílem oproti egyptským tradicím byla samotná Atonova podoba, protože nebyl zobrazován jako ostatní bohové. Ti byli zobrazováni jako lidé, v podobě zvířete, které danému bohu náleželo, či s lidskou postavou a zvířecí hlavou. Aton nebyl zobrazován ani jednou z těchto možností, ale jako sluneční kotouč, často s paprsky, které byly zakončeny rukama, které někdy držely symboly života anch před tvářemi vyobrazených lidí, který tak zpodobňoval žehnání Atonovo.

## Průběh

### Předvečer reformy
Atonův kult se začal výrazněji projevovat již za panování Amenhotepa III. a Teje a to především zásluhou jeho syna, který po jeho smrti nastoupil na trůn jako Amenhotep IV. Nicméně v této době se tento kult projevoval jenom jako jeden z mnoha kultů, ačkoliv sám Amenhotep mladší mu již tehdy projevoval značnou náboženskou úctu, zatímco o tradiční oporu náboženství a dynastické moci té doby, Amona, projevoval zájem minimální. Po smrti jeho otce se zaujetí Atonem začalo projevovat mnohem význačněji než dosud.
Atonův kult je mnohem starší, již z doby Thutmose IV., a Amenhotep IV. se k jeho kultu hlásil ještě před vlastním nástupem na trůn. Avšak až za své samostatné vlády (přibližně od roku 1351 př. n. l. se začal Atonův kult s Amenhotepovou podporou projevovat výrazněji a nakonec to vyvrcholilo převratem, revolucí, reformou stávajícího náboženství (lze se v různých zdrojích setkat se všemi těmito označeními následujících událostí). Mnohé aspekty Amenhotepovy vlády i jeho osobnosti tají dodnes háv spekulací a nevyjasněných teorií, mimo jiné i důvody k uskutečnění této reformy.

### Reforma
Ve třetím roce své vlády Amenhotep oslavil svátek Sed (svátek),
což bylo neobvyklé, protože tradičně se jednalo o svátek, který měl panovník slavit až ve třicátém roce své vlády a měl mu zajistit obnovení jeho sil pro další léta panování. Sice se stávalo, že byl slaven i dříve než po třiceti letech, ale po třech letech bylo vskutku velmi neobvyklé. Právě tento krok nicméně tvoří přelom v Amenhotepově panování. Svátek Sed měl sloužit jako demonstrace panovníkovy síly a jako rituál jejího obnovení. Amenhotep IV. se v této době zřekl svého jména po otci (které znamenalo „Amon je spokojen“) a přijal jméno Achnaton („Milý Atonovi“ někdy také „Prospěšný/sloužící Atonovi“). Achnaton se nikdy nesnažil o potlačení ostatních bohů, jak se domnívají někteří historici. Naopak, sám si byl vědom, že uctívání ostatních bohů nikdy nevytlačí. Proto se je rozhodl podporovat a to ve spojitosti s kultem boha Atona. Tento fakt ostatně dokazuje např. jméno jeho páté dcery Nefertiti Neferneferure (tedy „Skvělá je dokonalost Reova“), respektive jeho šesté dcery Setepenre (tedy „Vyvolená Reova“). Ostatně na papyrus z Bulaku „Hymne a Ammon-Ra“ je Amon popisován totožně jako Aton. Tato fakta ukazují, že mezi jednotlivým egyptskými božstvy neexistoval antagonismus. Navíc egyptské náboženství nebylo založeno na dogmatech. Achnaton navíc při reformě ztotožnil a sloučil Rea s Osiridem. Ve skutečnosti se nejedná o nic nového, tato představu se objevuje i v Textech pyramid.

### Kacířské město
Protože každé egyptské město mělo za patrona nějakého boha, kterému pak toto město svým způsobem náleželo, rozhodl se panovník, že svému bohu postaví nové město (čisté a nezkažené starými bohy), které pojmenoval Achetaton („Atonův obzor“) a ze kterého pak po zbytek svého života vládl. Toto město je v současnosti označováno podle dvou vesnic ležící v blízkosti jeho pozůstatků jako Tell el-Amarna, či zkráceně Amarna, podle čehož toto období také dostalo svůj název.
Achnaton nakonec umírá po 17 letech panování (aniž by od přesunu dvora do Achetatonu kdy opustil hranice města a jeho pozemků) a dodnes není jasné, zda zemřel přirozeně či zda byl odstraněn násilně.

### Post-achnatonovské období reformy
Na dobu jednoho či dvou let po Amenhotepově smrti na trůn usedl Smenchkare, který patrně dále dodržoval náboženskou reformu a který ještě za Achnatonova života byl ustanoven jako spoluvládce. O jeho osobě se však ví ještě méně než o jeho vládě. Jedna z teorií tvrdí, že šlo o královnu Nefertiiti, která přijala nové jméno. Jiná hovoří buď o synu jedné z jeho vedlejších manželek (Nefertiiti mu porodila jenom dcery) nebo jde o syna jednoho z jeho nejbližších dvořanů, či snad dokonce Achnatonův mladší bratr. Nicméně panoval jen velice krátce a jeho brzká smrt bývá vysvětlována vraždou. Mumie ani hrobka nebyly dosud nalezeny či jednoznačně určeny a tak se jedná jen o teorie.
Po Smenchkareovi na trůn nastoupil devítiletý Achnatonův syn Tutanchaton („Živoucí obraz Atonův“) který mohl být také Smenchkareovým mladším bratrem. Je možná pravděpodobná varianta, že se jedná o syna vedlejší „milované manželky“ Kije.

### Konec reformy
Tutanchaton pokračoval ještě asi dva roky v téže linii jako jeho předchůdce Neferneferuaton/Smenchkaré, kdy se poté přesunul i s dvorem z Achetatonu do Vésetu a změnil si i jméno na Tutanchamon („Živý obraz Amonův“) a jeho manželka Anchesenpaaton (dcera Achnatona a Nefertiti) na Anchesenamon („Ta jež žije pro Amona“).
Během jeho vlády se pomalu obnovily staré pořádky, které předcházely náboženské reformě, a nejpozději za vlád Aje a Haremheba (který se snažil vystupovat jako přímý následník Amenhotepa III.), ale i za následující 19. dynastie, dochází k likvidaci většiny nápisů obsahující Achnatonovo či Atonovo jméno. Město Achetaton bylo opuštěno, rozebráno a na dlouhá staletí ztraceno pod vrstvami písku. Achnatonem odstraňované jméno Amonovo bylo opět vytesáváno na původní místa a veškeré důkazy o tom, že by se tato reforma kdy odehrála, byly vymazány, takže až do objevení města Achetaton se o těchto událostech nic nevědělo.
Lze spekulovat, nakolik bylo Amenhotepovo vystupování vůči Amonovi a jeho kněžím motivováno mocensky (v té době mělo amonovo kněžstvo velikou moc, o níž je Achnaton připravil) a nakolik nábožensky.

## Vlivy reformy
Toto období, byť Egypťany samotnými později zatracované a dokonce i z historie vymazané, přesto zanechalo své stopy, které lze vysledovat a které egyptskou společnost (a nejenom tu) ovlivnily.

### Náboženský vliv
Tato reforma je zatím nejstarší doložený případ monoteismu v historii lidstva. Achnatonův Hymnus na slunce je jeden z nejznámějších příkladů staroegyptské literatury. Přitom právě v souvislosti s tímto hymnem vyvstává otázka vztahů mezi atonismem a judaismem, který je druhé nejstarší známé monoteistické náboženství, přičemž se předpokládá, že mohlo existovat již v Achnatonově době (viz Mojžíš a odhady doby Exodu).
Ostatně není jen teorií záhadologů, ale obecně přijímaným faktem, že achnatonův hymnus se nápadně podobá 104. žalmu. Neexistuje jednoznačný názor na to, který text si vypůjčil z kterého, vedle těchto názorů tu však je i teorie možné existence jiné obecné tradice, z níž oba tyto texty čerpaly.
Takže i když Egypťané sami tuto reformu zavrhli a dokonce zakázali, je tu jistá pravděpodobnost, že některé její myšlenky přežily do současnosti v judaismu (viz též Původ monoteismu?). Pokusy hledat v Atonismu počátky monoteistických světových náboženství však někteří badatelé zpochybňují.
Mezi náboženské vlivy tohoto období nelze nezahrnout moderní reflexi atonismu, který se stal spolu s celou řadou předkřesťanských náboženství součástí tzv. novopohanství. Tato moderní reflexe atonismu bývá označována jako Atonistický kemetismus, nicméně v rámci kemetismu, který se většinou zaměřuje na obnovu původní polytheisticé podoby egyptského náboženství, je to menšinový proud.

### Kulturně-umělecký vliv

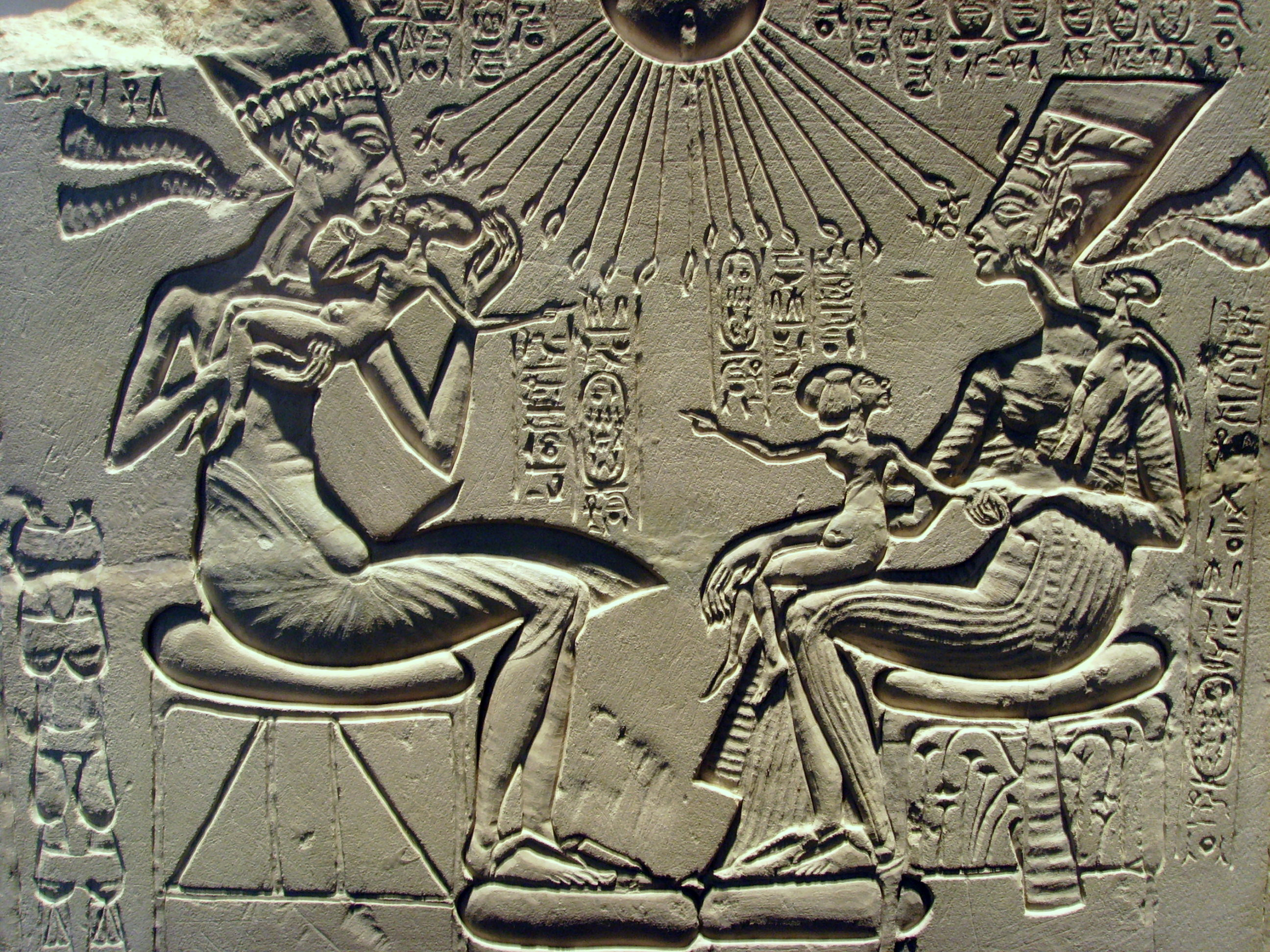
Achnaton a Nefertiti s dětmi

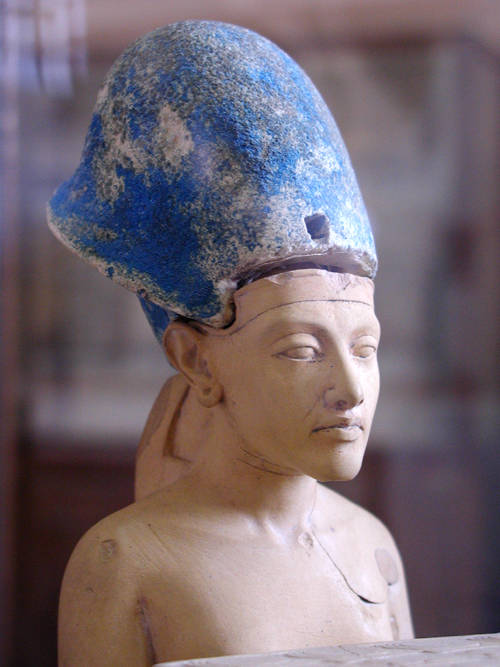
Vyobrazení Achnatona z doby před reformou

Kultura a umění v Achnatonově době nabývá zcela nových podob, které zcela vybočují z toho, co nám egyptské umění ukazovalo dosud. Vyobrazování lidí a i sochy byly vytvářeny v stylu, který by v předchozích obdobích nebyl možný. Nejznámějším příkladem jsou sochy samotného Achnatona, které v mnohých vyvolávají pocit přítomnosti ženských aspektů. Předpokládá se, že jeho podivný vzhled byl výsledkem rodové degenerace, ačkoliv v současnosti se spíše názory přiklánějí k tomu, že jde pouze o výsledek nové formy umění. To ovšem nevylučuje možnost obou vlivů na podobu jeho vyobrazení z této doby.
Některé spekulace o tom, že byl ve skutečnosti ženou (k nimž mnohé vedly právě ona podivná vyobrazení Achnatona), nejsou prokázané a ani široce přijímané.
A i v případě reliéfů a maleb doznaly postavy značných změn. Na jednu stranu jsou postavy a jejich pózy živější a působí přirozeněji, na druhou stranu se zároveň zdají být poněkud karikaturistické. Mnohdy je zvýrazněno velké povislé břicho, prsty na rukou jsou extrémně ohebné a u členů královské rodiny jsou znázorňovány až nezvykle protáhlé hlavy.
Nejznámějším uměleckým předmětem z této doby je busta královny Nefertiti, která je v Berlínském muzeu a která byla nalezena v Achetatonu. Busta nikdy nebyla zcela dokončena, v prázdném očním důlku nebyly nalezeny žádné stopy po pojivu, které by v něm drželo chybějící oko. Důvody, proč byla téměř hotová bysta nedokončena, nejsou zcela objasněny. Mohlo za nimi být stejné důvody, jaké způsobily náhlé vymizení Nefertiti ze všech záznamů a vyobrazení v průběhu Achnatonovy vlády, mohlo za tím ale být až definitivní opuštění reformy a města.
I když se po zavržení reformy navrátilo i původní egyptské umění, přece jen již na sobě nese známky této reformy a působí živěji a přirozeněji, než vyobrazení a sochy z doby před reformou.

### Mocensko-politický vliv
Achnaton dal uzavřít chrámy starých bohů. Ty však byly nejenom centra náboženská ale i hospodářská a chrámy spravovaly rozlehlé pozemky. Ty Achnaton všechny chrámům zabavil, což ale značně oslabilo egyptské hospodářství, když přišlo o svá centra.
Egypt také ztrácí i na mezinárodním poli. Achnaton po postavení svého města přísahal, že nikdy neopustí jeho hranice, což nakonec i splnil. Již nikdy neopustil hranice jeho pozemků a i hrobku si nechal postavit v těchto hranicích. V nich sám sebe uzavřel a o státnické záležitosti se moc nestaral, což mělo neblahý vliv na situaci v zemi a i na její postavení v mezinárodním měřítku.
Navíc Achnaton byl zastáncem míru, což však bylo jenom další příčinou, proč se za jeho vlády nedokázal Egypt vypořádat s nepokoji v odlehlých částech říše. Obzvláště se tak dělo na blízkém východě, kde Egypt ztrácel svůj vliv a nedokázal čelit místním nepokojům. Mnoho vazalských států se v této době vymanilo z egyptského vlivu a Egypt ztratil také i část území. Na jihu se od Egypta osamostatnila Nubie.
Když na trůn nastoupil Haremheb, často na mnohých nápisech o sobě hovoří, že v zemi obnovil pořádek. Jako původem voják a generál se rychle vypořádal nejenom se situací v zemi samotné, ale odrazil i útok Chetitů a vojensky obnovil moc Egypta nad Núbií.

### Jazykový vliv
Egyptská kultura byla svým založením značně tradicionalistická a konzervativní, což je jednou z příčin, proč si tato kultura zachovala svéráznost sobě vlastní i přes dlouholeté styky s kulturami z oblastí Mezopotamie a Levanty a že si svůj ráz uchovala i přes helenizaci v pozdní a ptolemaiovské době. Tento konzervatismus lze vysledovat i ve vývoji jazyka, neboť vývoj jeho psané podoby byl pomalejší než vývoj podoby mluvené.
Egyptština má několik vývojových stupňů a zhruba od střední říše byla používána egyptština v podobě, která bývá označována jako tzv. klasická egyptština. V této podobě se egyptština svou psanou formu udržela až do sklonku 18. dynastie, kdy přišla Achnatonova reforma. Během tohoto Amarnského období Achnaton povýšil běžnou egyptštinu na oficiální jazyk a od jeho doby se do té doby pouze mluvená podoba jazyka začala zaznamenávat i v psané podobě. I když v mnohých jiných aspektech (umění, náboženství, mezinárodní politiky) se po reformě věci navrátily co nejblíže tomu, jak to bylo před reformou, v tomto případě se tak ovšem nestalo a ke klasické egyptštině se už Egypt nenavrátil a používá nadále tzv. novou egyptštinu.